# Henry Charles Prinsep
Henry Charles (Harry) Prinsep (* 5. September 1844 in Kalkutta, Indien; † 20. Juli 1922 in Busselton, Western Australia) war ein Landbesitzer, Pferdehändler, Künstler und australischer Beamter.

## Frühes Leben
Henry Prinsep war der Sohn von Charles Robert Prinsep und dessen Frau Louisa Anne. Sein Vater war Vorsitzender der Ostindien-Kompanie und Generalanwalt von Bengalen und besaß Ländereien im Van-Diemens-Land und in Western Australia. Henry schloss seine Schulbildung in Cheltenham im Vereinigten Königreich ab. Als er neun Jahre alt war, starb seine Mutter. Als er elf Jahre alt war, kehrte sein Vater ins Vereinigte Königreich aus Indien mit Lähmungen in einem weit fortgeschrittenen Stadium zurück. Henry kam daraufhin in die Obhut seines Onkels Henry Thoby und seiner Tante Sara Prinsep, wo er eine gute Bildung genoss und früh in Kontakt mit Künstlern wie George Frederic Watts kam. Nach einer Bildungsreise durch Europa kam er auch 1866 nach Western Australia und hielt sich auf dem väterlichen Anwesen in Western Australia auf, wo er Charlotte Josephine kennenlernte. Sie heiratete er am 26. Februar 1868 und im gleichen Jahr übernahm er das Eigentum seines Vaters in Western Australia.
Sein Vater geriet 1870 in wirtschaftliche Schwierigkeiten, als das Schiff unterging, das mit seinen Pferden und Eisenbahnschienen beladen war. Die Versicherung kam für den Schaden nicht auf. Auch Henry geriet in wirtschaftliche Schwierigkeiten in Western Australia, da die Preise für Pferde, die er nach Indien lieferte, drei Jahre in Folge fielen. Die daraus entstandenen finanziellen Probleme führten dazu, dass das Anwesen im Jahr 1874 hoch verschuldet war und an den Kreditgeber zurückfiel.

## Zeichner und Maler
Henry Prinsep lebte danach in Perth als Zeichner und betrieb ein Büro für Entdeckungsreisende. Sein Talent und seine Bildung ermöglichten ihm Zeichnen, Malen und Schreiben. Er baute in Perth eine kleine und einflussreiche Kultur-Gruppe auf, die Zeichnen-Exkursionen, Literatur-Diskussionen und Theater-Aufführungen veranstaltete. Mit Herbert Gibbs, einem Künstler, verlegte er mehrere Ausgaben des humoristischen Journals Opossum. Die von ihm angefertigten Zeichnungen illustrierten die Entdeckungsreisen von John Forrest und Ernest Giles und machten ihn als Künstler bekannt.
Prinsep war im Jahr 1889 Gründungsmitglied der West Australian Society of Artists und von 1904 bis 1905 ihr Präsident. Er malte  Ölgemälde und Aquarelle in den Jahren 1901 bis 1908 und stellte sie in der Art Gallery of Western Australia, der Battye Library und im Little Holland House in Busselton aus. Von ihm gibt es eine Sammlung von Bildern über Bauwerke, Ansichten von Perth und Rottnest Island, Landschaften; Entdeckungsreisen und Menschen in der Art Gallery of Western Australia.

## Beamter
Ab 1894 war er der höchste Verwaltungsbeamte im sogenannten Land-Ministerium und übernahm danach das Amt des Untersekretärs im neuen Bergbau-Ministerium in Western Australia unter Minister Edward Wittenoom. Im Bergbauministerium wurde er damit beauftragt, Regelungen für den damals herrschenden Goldrausch in Western Australien zu entwickeln und durchzusetzen, hatte dabei allerdings wenig Erfolg.
Prinsep war er der erste Chief Protector of Aborigines in Western Australia und in dieser Position seit dem 1. April 1898 mit diesen Aufgaben betraut, allerdings ohne offizielle Ernennung. Die offizielle Ernennung erfolgte erst nach der parlamentarischen Verabschiedung des Aborigines Act 1905 am 4. Mai 1906.
Lock Hospitals
Als 1898 ein neues Parlament in Western Australia gewählt worden war, sollte Prinsep den Aborigines Act 1897 umsetzen. Diese gesetzlichen Regelungen waren allerdings auch in seiner fünfjährigen Tätigkeit nicht umsetzbar. Als der Aborigines Act 1905 verabschiedet worden war, ergab sich für ihn die Möglichkeit, die vorgegebenen Regelungen durchzusetzen, die allerdings zur Desintegration der Aborigines-Gesellschaft im südlichen Western Australia führten. Er war wesentlich an der Errichtung der Lock Hospitals auf Bernier und Dorre Island beteiligt, in denen angeblich geschlechtskranke Aborigines interniert wurden, von denen, wie man heute weiß, die wenigsten erkrankt waren. Prinseps Amt endete 1908.
Im Juli 1916 wurde eine Zwischenbilanz gezogen: Seit Inbetriebnahme im Jahr 1908 waren 601 Aborigines in die Lock Hospitals auf den Inseln deportiert worden, darunter waren 395 weibliche und 205 männliche Personen. 165 Aborigines waren nach zehn Jahren bis zum Jahr 1916 gestorben, darunter 119 Frauen und 46 Männer. Die Einrichtungen wurden 1918 geschlossen, letztendliche Belegungszahlen sind nicht bekannt.
Molla Bulla Station
Prinsep entwickelte ein Konzept der sogenannten Native Cattle Stations (Indigene Viehstationen), das dazu dienen sollte, dass die Regierung von Western Australia ihrer Schutzaufgabe von Aborigines nachkam. Die Aborigines konnten im Norden von Western Australia nicht von ihren angestammten Gebieten vertrieben werden, wenn sie sich dort in ihrer gewohnten Lebensweise bewegten. Dies umfasste auch die Jagd auf Nutztiere der Viehzüchter und für derartig erlegte Tiere musste die Regierung von Western Australia 2 Schadensersatz leisten. Um dies abzustellen, wurde neben weiteren die Viehstatation Moola Bulla Station errichtet, wo Aborigines sich auf Camps aufhalten und auch einer Arbeit in den Viehstationen nachgehen sollten und als Vergütung neben anderen Naturalien auch Fleisch erhalten konnten. Prinsep war gegen eine Bezahlung von Arbeitsleistungen in Form von Löhnen. Es dauerte bis Anfang der 1950er Jahre, bis es zur Auszahlung von Löhnen an die Aborigines kam. Die Aborigines mussten sich in dieser Form verdingen, um zu überleben. Sie hatten keine andere Chance. Damit trug Prinsep zur weiteren Pauperisierung der Aborigines bei und vertrat somit ausschließlich die Interessen der weißen Viehzüchterindustrie und der Staatskasse von Western Australia.